# Distrito de San Miguel de Corpanqui
El distrito de San Miguel de Corpanqui es uno de los quince distritos de la Provincia de Bolognesi, ubicado en el Departamento de Áncash, en el Perú.  Limita al norte con el distrito de Ticllos, al este con el distrito de Abelardo Pardo Lezameta, al sur con el distrito de Canis y al oeste con la provincia de Ocros.

## Historia
El distrito fue creado el 15 de octubre de 1954 mediante Ley N.º 12127, en el gobierno del Presidente Manuel A. Odría.

### Ley de Creación del Distrito. N° 12127
EL PRESIDENTE DE LA REPUBLICA<
Por cuanto: el Congreso ha dado la ley siguiente: El Congreso de la República Peruana. Ha dado la ley siguiente:
Art. 1°.- Créase el Distrito de San Miguel de Corpanqui, en la provincia de Bolognesi, del departamento de Ancash, cuya capital será el pueblo de Corpanqui.
Art. 2°.- El Distrito que se crea en el artículo anterior, tendrá como anexos los caseríos de Llaclla, Carhuajara y Huanchay.
Art. 3°.- Los límites de este nuevo Distrito serán los siguientes: por el N., el río Matará, desde sus nacientes hasta su desembocadura en el río Chiquián; por el E., el río Chiquián, por su márgen derecha, entre las desembocaduras de los ríos Matará y Ainas; por el S., el río Ainas desde su desembocadura, aguas arriba, hasta sus nacientes; y por el O., el ramal de la cordillera de Ocros, entre los nacientes de los ríos Ainas y Matará.
Comuníquese al Poder Ejecutivo para su promulgación.
Casa del Congreso, en Lima, a los 7 días del mes octubre de 1954.
Héctor Boza, Presidente del Senado.-Eduardo Miranda Souza, Presidente de la Cámara de Diputados.-Eduardo Fontcuberts, Senador Secretario.- Fermín Matos, Diputado Secretario.
Al Sr. Presidente Constitucional de la República.
Por tanto: mando se publique y cumpla.
Dado en la casa de Gobierno, en Lima, a los 15 días del mes de octubre de 1954.
MANUEL A. ODRIA.- Augusto Romero Lovo.

## Geografía
Tiene una superficie de 43,78 km² y una población estimada mayor a 300 habitantes. Su capital es el centro poblado de Corpanqui.

## Autoridades

### Municipales
- 2015 - 2018[1]
  - Alcalde:a, del Movimiento Independiente Regional Río Santa Caudaloso.
- 2011 - 2014
  - Alcalde: Alcides Noe Bravo Dextre, Movimiento Independiente Nueva Esperanza Regional Ancashina Nueva Era (MINERANE).

### Religiosas
- Parroquia San Francisco de Asís de Chiquián[2]
  - Párroco:  Pbro. Roger Toro Gamarra.

## Festividades
- San Miguel.

## Vías de comunicación
Barranca-ruta a Huaraz-Conococha-Corpanqui.
AN-112Emp. PE-16 (Dv. Ocros) - Ticllos - Corpanqui - Cajamarquilla - Raján - Tacra - Ocros - Rinconada - Huanchay - Huaylillas Grande - Cochas - L.D. Lima (LM-112 a Huayto).
AN-852Emp. AN-869 (Llaclla) - Corpanqui.